# クワシ・クワーテン
- クワジ・クワーテング
- クワルテング
- クワルテン

クワシ・クワーテン（英: Kwasi Kwarteng [ˈkwɔːzi ˈkwɔːtɛŋ], 出生名: Akwasi Addo Alfred Kwarteng, 1975年5月26日 -  ）は、イギリスの政治家。2022年に財務大臣を務め、2021年から2022年まではビジネス・エネルギー・産業戦略大臣を務めていた。保守党に所属しており、2010年からサリー州北部スペルソーンの国会議員 (MP) に選出されている。

## 幼少期・学歴
1975年にロンドンのウォルサム・フォレスト区で生まれた。1960年代に学生としてガーナから移住してきたアルフレッド・K・クワーテンとシャーロット・ボアイティ・クワーテンの一人息子。母親は法廷弁護士、父親は連邦事務局の経済学者。

## 国会議員としてのキャリア
2018年11月、クワーテンは欧州連合離脱省の政務次官に就任した。2019年7月のボリス・ジョンソンの首相就任後に気候担当国務大臣に昇格し、閣議に出席した。2021年1月、クワーテンはビジネス・エネルギー・産業戦略省に昇格し、2022年にジョンソンが辞任した後、クワーテンはリズ・トラスの保守党党首就任を支持した。

### 財務大臣
2022年9月6日に首相となったトラスにより財務大臣に任命され、黒人として初めてイギリスの財務大臣に就任した。トラスの盟友であるが、就任直後に打ち出した大型減税策を柱とする経済対策が財源の裏付けがなかったことで不安が国内に広がり、株価の下落や通貨ポンドは大きく値を下げるなど金融市場が大混乱に陥った。この責任により10月14日、クワーテンは財務大臣を解任された（後任はジェレミー・ハント）。在任期間38日は就任から30日で心臓発作により死去したイアン・マクロードに次ぐ二番目の短さだった。この混乱を契機にトラス政権は公約としていた大型減税などの経済政策は撤回に追われ、その後も閣僚が辞任するなど求心力を失った結果、10月20日にトラスは首相の辞意表明に追い込まれている。